# 공포 특공대
《공포 특공대》는 한국에서 제작된 김정식 감독의 2000년 가족, 공포 영화이다. 백재현 등이 주연으로 출연하였다.
한편, 1998년 8월 미국 유학을 떠나 안방극장에서 자취를 감췄던 김정식이 해당 영화를 통해 극장용 영화 연출 데뷔를 했지만 서세원 (납자루떼) 박세민 (신사동 제비) 전유성 (내일은 챔피언) 이경규 (복수혈전) 이들 네 사람과 마찬가지로 흥행에 실패했다. 

## 출연

### 주연
- 백재현
- 이창명
- 김영철

### 조연
- 안현정 (아역)
- 성인규 (아역)
- 김대희
- 김지혜
- 오재미
- 서현선
- 김성규
- 황승환

## 기타
- 조명: 신경만
- 음향: 김석호
- 의상: 신경심
- 무술감독: 왕룡 윤연규

1. ↑  김호일 (2000년 8월 4일). “개그맨 김정식 감독 신고”. 부산일보. 2024년 4월 7일에 확인함.
2. ↑  양형석 (2006년 1월 25일). “'꿈★은 이루어진다'를 가르쳐 준 <복수혈전>”. 오마이뉴스. 2024년 4월 7일에 확인함.